# Lenguas bambúquicas
Las lenguas bambúkicas (también llamadas yungur-jen) son un subgrupo de la antigua clasificación Adamawa formada por los subgrupos G7, G9 y G10 que recientemente se han reclasificado como parte de las lenguas sabánicas. Se hablan en Nigeria oriental.
Las lenguas waja anteriormente fueron consideradas como parte de este grupo, aunque actualmente se consideran como un grupo independiente dentro del sabánico.

## Clasificación
Las lenguas bambúkicas se agrupan en tres ramas principales:
- Bikwin-Jen
  - Jen: dza (jen), mingang doso, tha, joole.
  - Bikwin: burak-loo, mághdì, mak, moo (gomu) - leelau (bikwin) - kyak (bambuka).
- Longuda
- Yungur (Bəna-Mboi)
  - Kaan (libo).
  - Mboi (gəna, banga, handa).
  - Yungur-Roba: lala-roba, voro, bəna.

Kleinewillinghöfer (1996) encontró algunas afinidades entre el subgrupo bikwin y las lenguas jen (que no pasaron desapercibidas para Greenberg). La subclasificación anterior es la dada por Blench (2004).

## Comparación léxica
Los numerales reconstruidos para diferentes grupos de lenguas bambúkicas son:
| GLOSA | Bikwin-Jen | Bikwin-Jen    | Yungur      | Longuda         | PROTO- BAMBÚKICO |
| GLOSA | Burak      | Jen(jo) (Dza) | Kaan        | Longuda         | PROTO- BAMBÚKICO |
| ----- | ---------- | ------------- | ----------- | --------------- | ---------------- |
| '1'   | kwín       | ʦɨŋ           | wunú        | laːtwɛ̀          |                  |
| '2'   | ráb        | bwəŋ bwayuŋ   | rɑ̀ːp        | nàːkwɛ̃́          |                  |
| '3'   | ɡ͡bunuŋ     | bwatə         | tɑːrə́n      | nàːʦə́r          | *taːrə           |
| '4'   | net        | bwaɲə         | kuːrún      | něːnɲìr         | *ɲə-             |
| '5'   | nóːb       | bwahmə        | wɔːnɔ́n      | nàːɲɔ́           | *nɔ-             |
| '6'   | naːʃín     | hwĩʦɨŋ        | woné wunu   | ʦàːtə̀n          | *5+1             |
| '7'   | náːre      | hwĩyuŋ        | woné rɑːp   | ínéːɲìr inàːʦə́r | *5+2             |
| '8'   | nátát      | hwĩtə         | woné tɑːrə́n | nyíːtìn         | *5+3             |
| '9'   | ninit      | hwĩɲə         | woné kuːrún | énàːɲɔ́ ínéːɲìr  | *5+4             |
| '10'  | ʃóːb       | bwahywə       | kutún       | koː/ kù         | *ku-             |